# Enxaqueca retiniana
Enxaqueca retiniana é um distúrbio caracterizado por episódios de alterações visuais em um olho, seguidos por dores de cabeça do tipo enxaqueca. Os problemas de visão podem variar desde perda total, visão borrada e luzes piscantes até um escotoma, e, geralmente, duram menos de uma hora. A maioria das pessoas apresenta dor de cabeça no mesmo lado dos problemas de visão. As complicações podem incluir perda permanente da visão.
Metade das pessoas afetadas pela enxaqueca retiniana possui histórico familiar de enxaquecas e um terço possui histórico pessoal de enxaquecas. Fatores de risco para um episódio incluem estresse, tabagismo, pressão alta, pílulas anticoncepcionais, exercícios físicos, altitude elevada, hipoglicemia e desidratação. O mecanismo subjacente não é totalmente conhecido, mas teorias apontam para espasmos dos vasos sanguíneos que irrigam o olho e para a depressão alastrante dos neurônios na retina. O diagnóstico exige descartar outras possíveis causas. Diferencia-se da aura típica da fase inicial de uma enxaqueca com aura, já que esta afeia, geralmente, ambos os olhos.
O tratamento consiste em evitar os fatores de risco que desencadeiam os episódios.[2] Caso isso não seja suficiente, pode-se utilizar aspirina ou bloqueadores dos canais de cálcio, como o nifedipino. Triptanos, di-hidroergotamina e beta-bloqueadores devem ser evitados. A enxaqueca retiniana é rara.
Apesar de os casos poderem surgir a partir dos 7 anos de idade, a maioria das pessoas é acometida, pela primeira vez, por volta dos 20 anos. Esse quadro é mais frequente em mulheres. A condição foi registrada, pela primeira vez, em 1882, por Galezowski.